# Lucky Luke (tekenfilmserie)
Lucky Luke is een Frans-Amerikaanse tekenfilmserie gebaseerd op de gelijknamige stripreeks Lucky Luke van Morris. Er zijn twee series geproduceerd. Beide reeksen bestaan uit 26 afleveringen van ongeveer 25 minuten. De eerste serie stamt uit 1983 en werd geregisseerd door Olivier Jean-Marie en geproduceerd door Hanna-Barbera, Gaumont, Extrafilm en FR3. De muziek voor de serie is gecomponeerd door Ramon Pipin en Hervé Lavandier.
De tweede reeks is in 1990 gemaakt door Dargaud Film, IDDH en FR3.

## Plot
Lucky Luke is een cowboy die sneller schiet dan zijn eigen schaduw. Met de hulp van zijn trouwe paard Jolly Jumper ('s werelds slimste paard) en soms ook door Rataplan ('s werelds domste hond) onderhoudt hij vrede en orde in het Wilde Westen. Hij jaagt op desperado's, houdt scherpschutters als Billy the Kid in toom en brengt de Daltons terug naar de gevangenis.

## Rolverdeling

### Originele stemmen
| Personage             | Franse stem      | Nederlandse stem |
| --------------------- | ---------------- | ---------------- |
| Lucky Luke            | Jacques Thébault | Gerard Cox       |
| Jolly Jumper          | Roger Carel      | Paul van Gorcum  |
| Rataplan (Rantanplan) | Bernard Haller   | Ger Smit         |
| Rataplan (Rantanplan) | Roger Carel      |                  |
| Joe Dalton            | Pierre Trabaud   | Jules Croiset    |
| Jack Dalton           | Gérard Hernández | Jan Anne Drenth  |
| William Dalton        | Jacques Balutin  | Olaf Wijnants    |
| Averell Dalton        | Pierre Tornade   | Dick Scheffer    |

## Afleveringen

### Serie 1983
| Aflevering | Nederlandse titel                                       | Originele titel               |
| ---------- | ------------------------------------------------------- | ----------------------------- |
| 1          | Ma Dalton                                               | Ma Dalton                     |
| 2          | Tenderfoot                                              | The Pied-tender               |
| 3          | De Daltons in de blizzard                               | The Dalton in the blizzard    |
| 4          | Bootrace op de Mississippi                              | Going up the Mississippi      |
| 5          | Calamity Jane                                           | Calamity Jane                 |
| 6          | Het losgeld van de Daltons (De Daltons kopen zich vrij) | The Daltons buy back          |
| 7          | Spoorweg door de prairie                                | Rails on the prairie          |
| 8          | Phil IJzerdraad                                         | Phil Defer                    |
| 9          | Dr. Doxey's elixer                                      | The Elixir of Doctor Doxey    |
| 10         | Vogelvrij                                               | Outlaw                        |
| 11         | Billy the Kid                                           | Billy the Kid                 |
| 12         | De Postkoets                                            | Diligence                     |
| 13         | De Grootvorst                                           | The Grand Duke                |
| 14         | In de schaduw van de boortorens                         | In the shadow of the derricks |
| 15         | De Schat van de Daltons                                 | The Dalton's Magot            |
| 16         | De witte ridder                                         | The White Cavalier            |
| 17         | In het spoor van de Daltons                             | On the Dalton Trail           |
| 18         | Het Escorte                                             | The Escort                    |
| 19         | Naijver in Painful Gulch                                | The Rivals of Painful Gulch   |
| 20         | De zingende draad                                       | The Thread That Sings         |
| 21         | Jesse James                                             | Jessie James                  |
| 22         | Prikkeldraad in de prairie                              | Barbed wire on the prairie    |
| 23         | De Zwarte Heuvels                                       | The Black Hills               |
| 24         | Dalton City                                             | Dalton City                   |
| 25         | De karavaan                                             | Caravan                       |
| 26         | De trek naar Oklahoma                                   | Rush on Oklahoma              |

### Serie 1990
| Aflevering | Nederlandse titel                 | Originele titel           |
| ---------- | --------------------------------- | ------------------------- |
| 1          | De Spookstad                      | Ghost town                |
| 2          | De rechter                        | The judge                 |
| 3          | De Daltons breken uit             | Dalton's Escape           |
| 4          | De 20ste cavalerie                | 20th cavalry              |
| 5          | Luck Luke tegen Joss Jamon        | Against Joss Jamon        |
| 6          | Nitroglycerine                    | Nitro-Glycerineer         |
| 7          | Tortillas voor de Daltons         | Tortillas for the Daltons |
| 8          | De Pony Express                   | The Pony Express          |
| 9          | De premiejager                    | Bounty hunter             |
| 10         | De verloofde van Lucky Luke       | Lucky's Fiancee           |
| 11         | De legendarische held             | Prima donna               |
| 12         | De Handelsreiziger (De Handelaar) | Traveling Salesman        |
| 13         | Sarah Bernhardt                   | Dare for Luke             |
| 14         | Apache Canyon                     | Apache Canyon             |
| 15         | De erfenis van Rataplan           | Rantanplan's inheritance  |
| 16         | The Daily Star                    | The Daily Star            |
| 17         | De neven Dalton                   | Dalton Cousins            |
| 18         | De Daltons op vrije voeten        | Daltons still on the run  |
| 19         | Lucky Luke tegen Pat Poker        | Luke against Pat Poker    |
| 20         | Het Alibi                         | Alibi                     |
| 21         | Blauwvoeten op oorlogspad         | Blue foot warning         |
| 22         | De eenarmige bandiet              | One armed bandit          |
| 23         | Western circus                    | Western circus            |
| 24         | Fingers                           | Fingers                   |
| 25         | De gevaarlijke overtocht          | The dangerous passage     |
| 26         | De rijstoorlog                    | Battle of rice            |

De afleveringen De Legendarische Held, De Handelsreiziger en De Gevaarlijke Overtocht komen uit het album Zeven korte verhalen.

### Leader en aftiteling
De reeks uit 1983 heeft een gezongen intro welke een vertaling is van de Engelse versie. Het lied Bang Bang Lucky Luke wordt gezongen door Edwin Rutten. De aftiteling wordt begeleid door het nummer Poor Lonesome Cowboy gezongen door Gerard Cox.
De reeks uit 1990 heeft een totaal andere instrumentale intro. Onder de aftiteling zit hetzelfde nummer als bij de reeks uit 1983 maar vertolkt door de oorspronkelijke artiest.
De typografie van de titels verschilt ook tussen beide reeksen.

## Lucky Luke op dvd
De afleveringen van deze twee series zijn in 2006 door Video/Film Express uitgebracht op dvd. Er zijn twee afzonderlijke boxsets verschenen met elk 24 afleveringen. De eerste set heeft een rode omslag, de tweede set een gele.
De afleveringen zijn in willekeurige volgorde op de dvd's gezet. De rode box bevat zes afleveringen van de serie uit 1990. De gele boxset bevat vier afleveringen van de serie uit 1983.
In 2010 is er een Lucky Luke Megabox verschenen met 48 afleveringen. Van de serie uit 1983 ontbreken vier afleveringen op de dvd-boxen, maar die zijn wel in andere uitvoeringen op de markt gebracht. De vier afleveringen die in deze box ontbreken zijn: Naijver in Painful Gulch, De Zwarte Heuvels, Dalton City en De trek naar Oklahoma
De Lucky Luke Megabox bevat de volgende afleveringen:
Dvd 1:
1. Het Alibi
2. De Daltons op vrije voeten
3. Blauwvoeten op het oorlogspad
4. De erfenis van Rataplan
5. Lucky Luke tegen Joss jamon
6. Nitroglycerine

Dvd 2:
1. De verloofde van Lucky Luke
2. Tortillas voor de Daltons
3. De Pony Express
4. De grootvorst
5. Calamity Jane
6. Vogelvrij

Dvd 3:
1. De eenarmige bandiet
2. De spookstad
3. De gevaarlijke overtocht
4. De premiejager
5. Sarah Bernhardt
6. De handelsreiziger

Dvd 4:
1. Fingers
2. De rechter
3. Het 20ste cavalerie
4. Western circus
5. De rijstoorlog
6. De karavaan

Dvd 5:
1. De postkoets
2. De Daltons in de blizzard
3. In de schaduw van de boortorens
4. Ma Dalton
5. De schat van de Daltons
6. In het spoor van de Daltons

Dvd 6:
1. Tenderfoot
2. De Daltons kopen zich uit
3. Bootrace op de Mississipi
4. De Daily Star
5. De neven Dalton
6. Lucky Luke tegen Pat Poker

Dvd 7:
1. De Witte Ridder
2. Spoorweg door de prairie
3. Phil IJzerdraad
4. De zingende draad
5. Dr. Doxeys Elixer
6. Billy The Kid

Dvd 8:
1. Jesse James
2. Het escorte
3. Prikkeldraad in de prairie
4. Apache Canyon
5. De legendarische held
6. De Daltons breken zich uit